# بنت هانسن
بنت هانسن (بالدنماركية: Bent Hansen)‏، من مواليد 13 سبتمبر 1933، وتوفي في 8 مارس 2001، لاعب كرة قدم دنماركي سابق.
لعب مع منتخب الدنمارك لكرة القدم.

## روابط خارجية
- بنت هانسن على موقع الاتحاد الأوربي (الإنجليزية)
- بنت هانسن على موقع قاعدة بيانات كرة القدم.إي يو (الإنجليزية)
- بنت هانسن على موقع ناشيونال فوتبول تيمز (الإنجليزية)
- بنت هانسن على موقع عالم كرة القدم.نت (الإنجليزية)
- بنت هانسن على موقع اللجنة الأولمبية الدولية (الإنجليزية)
- بنت هانسن على موقع أوليمبيديا (الإنجليزية)